# Șubîne, Kirovske
Șubîne (în ucraineană Шубине) este un sat în comuna Tokarieve din raionul Kirovske, Republica Autonomă Crimeea, Ucraina.

## Demografie
Componența lingvistică a localității Șubîne
     Rusă (76,5%)
     Tătară crimeeană (13,63%)
     Ucraineană (6,02%)
     Alte limbi (0,28%)
Conform recensământului din 2001, majoritatea populației localității Șubîne era vorbitoare de rusă (76,5%), existând în minoritate și vorbitori de tătară crimeeană (13,63%) și ucraineană (6,02%).